# Rainer Kölmel
Rainer Kölmel (* 26. Juni 1947 in Karlsruhe) ist ein deutscher Filmproduzent.

## Leben
Rainer Kölmel kam am 26. Juni 1947 als dritter von fünf Söhnen des Landarztes Jakob Kölmel und seiner Frau Magdalene Kölmel, geb. Röhl, auf die Welt. Er wuchs in der badischen Provinz auf, machte am Tulla-Gymnasium in Rastatt Abitur und studierte in Heidelberg und München Geschichte, Politische Wissenschaft und Anglistik.
1969 arbeitete er für ein halbes Jahr auf der TS Hamburg als Aufwäscher und fuhr bei einem Ausflug während eines Aufenthalts in New York an Woodstock vorbei.
Er schloss sein Studium mit dem ersten und zweiten Staatsexamen ab und übernahm eine Studienassessorenstelle an einem Gymnasium im Aufbau in Königsbach bei Pforzheim. Wenig später bewarb er sich um ein DAAD Lektorat in Großbritannien und begann 1974 seine Tätigkeit als Language Assistant an der Heriot-Watt Universität in Edinburgh. Dort lernte er seinen Kollegen und Mentor  Henry Prais kennen, der als jüdischer Verfolgter des Naziregimes in Schottland Zuflucht gefunden hatte. Aus dieser Begegnung entstand die Promotion zum Thema „Akkulturation und Integration deutsch-jüdischer Flüchtlinge in Schottland“. Die Arbeit wurde bei Hartmut Soell in Heidelberg eingereicht, wo Rainer Kölmel 1980 promovierte. Es folgten wissenschaftliche Veröffentlichungen zum Thema Holocaust.
Während seiner Zeit in Schottland nahm Rainer Kölmel Schauspielunterricht bei dem Method Acting Lehrer Walter Lott aus dem Actor Studio in New York. Der Versuch Schauspieler zu werden scheiterte.
1984 kam es zu einem Treffen mit seinem Bruder Michael Kölmel, bei dem Michael ihm von seinem Plan berichtet, einen Filmverleih zu gründen. Michael Kölmel, ebenfalls an der Universität tätig, verfügte damals bereits über Erfahrung beim Programmieren von Kinos und dem Göttinger Filmfestival. Der erste Film, der in den Verleih genommen werden sollte, war Gregory’s Girl (1980) von Bill Forsyth. Damit war die Verbindung nach Schottland hergestellt, Rainer Kölmel verfasste die Untertitel und wurde einer der Gründer des Kinowelt Filmverleihs.
Seit Mitte der achtziger Jahre war er freier Mitarbeiter beim Edinburger Internationalen Filmfestival (EIFF) unter der Leitung von Jim Hickey. Seine Tätigkeit dort kulminierte in der Organisation einer Retrospektive von Pier Paulo Pasolinis filmischem Werk, zu der auch Laura Betti und der Pasolini-Biograph Enzo Siciliano aus Rom anreisten. Auf dem Edinburger Filmfest lernte Rainer Kölmel Redakteure der öffentlich-rechtlichen Sender kennen und begann Spielfilm-Fernsehrechte zu verkaufen.
1989 verließ er Edinburg und trat in München neben Thomas Häberle in die Geschäftsführung der Kinowelt Filmverleih ein. Er beschäftigte sich fortan vorwiegend mit dem An- und Verkauf von Kinofilmen. Außerdem unterrichtete er mehrere Semester am Institut für Theaterwissenschaft der Ludwig-Maximilians-Universität als Lehrbeauftragter für Film.
Der Kinowelt Filmverleih wurde zu einem Vertrieb für Arthouse Filme und ging 1997 kurz nach der Gründung des Neuen Marktes an die Börse. Es folgte eine Expansion des Unternehmens und Kinowelt wurde zu einem führenden Unternehmen der Medienbranche. Die 2000 einsetzende Krise des Neuen Marktes führte 2001 zur Insolvenz der Kinowelt. Die Gründe für diesen Niedergang sind nicht ausreichend geklärt. Kinowelt verfügte zu jenem Zeitpunkt über eine der umfangreichsten und wertvollsten Filmbibliotheken Deutschlands und war Rechteinhaber der Herr-der-Ringe-Trilogie für den deutschsprachigen Raum und ganz Osteuropa inkl. Russland. Auslöser war die Kündigung eines Kredits einer holländischen Bank, die auch eine der Banken des Studios war, bei dem die Trilogie Herr der Ringe schließlich landete. Sämtliche finanzierenden Banken, außer der holländischen Bank, waren an einer Fortführung der Geschäftstätigkeit der Kinowelt interessiert. Die Herr-der-Ringe-Trilogie spielte in dem Lizenzgebiet der Kinowelt nach dem Übergang der Rechte an das amerikanische Studio insgesamt mehr als 600 Millionen Euro ein.
Rainer Kölmel wurde wie sein Bruder Michael vorübergehend wegen angeblicher Steuerhinterziehung, Insolvenzverschleppung und Untreue inhaftiert. Das Verfahren gegen ihn wurde eingestellt.
2002 gelang es seinem Bruder Michael und ihm mit der Hilfe der Stadtsparkasse Leipzig das Unternehmen aus der Insolvenz herauszuholen und nach einem Umzug nach Leipzig neu aufzustellen. Kinowelt wurde schnell wieder eines der führenden Unternehmen der Filmbranche.
Rainer Kölmel erwarb die Kinowelt Filmproduktion aus der Insolvenzmasse und begann sich auf die Spielfilmproduktion zu konzentrieren. Nach dem Verkauf der Kinowelt an Studiocanal 2008 wurde die Kinowelt Filmproduktion in Starhaus Filmproduktion umfirmiert. Die alleinige Geschäftsführung übernahm Wasiliki Bleser 2013.
Rainer Kölmel ist weiterhin als Produzent tätig. Zu seinen Produktionen und Ko-Produktionen zählen Julian Pölslers Die Wand, Hans Weingartners 303 und die Dokumentarfilme Gegenschuss – Aufbruch der Filmemacher von Dominik Wessely und Mika Kaurismäkis Mama Africa – Miriam Makeba.
Rainer Kölmel ist Mitglied der Europäischen, der Deutschen und der Österreichischen Filmakademie.
Er ist verheiratet mit der Malerin Sabine Kölmel und hat keine Kinder.

## Filmografie
- 1993: Shimmer – Flucht im Mondlicht (Regie: John Hanson)
- 1995: Looosers! (Regie: Christopher Roth)
- 1996: Young Poisoner’s Handbook (Regie: Benjamin Ross)
- 1996: Harald (Regie: Jürgen Egger)
- 1996: Female Perversions (Regie: Susan Streitfeld)
- 1996: Crimetime (Regie: George Sluizer)
- 1999: Magicians (Regie: James Merendino)
- 1999: Ein Hauch von Sonnenschein (Regie: István Szabó)
- 2000: Vergiss Amerika (Regie: Vanessa Jopp)
- 2000: Der Cuba Coup (Regie: Daniel Díaz Torres)
- 2000: Love Liza  (Regie: Todd Louiso)
- 2000: Gripsholm (Regie: Xavier Koller)
- 2000: Der Felsen (Regie: Dominik Graf)
- 2000: Eine Hand voll Gras (Regie: Roland Suso Richter)
- 2000: Alaska.de (Regie: Esther Gronenborn)
- 2001: Rain (Regie: Katherine Lindberg)
- 2001: Das Sams (Regie: Ben Verbong)
- 2004: Playa del Futuro (Regie: Peter Lichtefeld)
- 2005: Max und Moritz Reloaded (Regie: Thomas Frydetzki)
- 2005: Antikörper (Regie: Christian Alvart)
- 2007: Der Zaun (Regie: Andreas Horn & Armin Marewski)
- 2008: Gegenschuss – Aufbruch der Filmemacher (Regie: Dominik Wessely, Dokumentarfilm)
- 2009: Die zwei Leben des Daniel Shore (Regie: Michael Dreher)
- 2010: Homies (Regie: Adnan G. Köse)
- 2011: Die Farbe des Ozeans (Regie: Maggie Peren)
- 2011: Mama Africa – Miriam Makeba (Regie: Mika Kaurismäki)
- 2012: Die Wand (Regie: Julian Pölsler)
- 2013: Die schwarzen Brüder (Regie: Xavier Koller)
- 2014: The Girl King (Regie: Mika Kaurismäki)
- 2016: 5 Frauen (Regie: Olaf Kraemer)
- 2017: Rückkehr nach Montauk (Regie: Volker Schlöndorff)
- 2018: Meeting Jim (Regie: Ece Ger, Dokumentarfilm)
- 2018: 303 (Regie: Hans Weingartner)

## Veröffentlichungen
- Anfänge der Association of Jewish Refugees in London in Antisemitismus und Jüdische Geschichte, Studien zu Ehren von Herbert A. Strauss, Herausgegeben von Rainer Erb und Michael Schmidt, Wissenschaftlicher Autorenverlag, Berlin 1987, ISBN 3-88840-248-4
- Babel Reversed in Glasgow in Babel, The Cultural and Linguistic Barriers between Nations, edited by Rainer Kölmel and Jerry Payne, Aberdeen University Press, Aberdeen 1989, ISBN 0-08-037969-9
- German-Jewish Ethnicity in Great Britain in Bradford Occasional Papers, Autumn 1984, Issue No.6
- Emigranten und aufnehmende Gesellschaft im Spannungsfeld. Zur Geschichte deutsch-jüdischer Flüchtlinge in Schottland in Exil in Großbritannien, Zur Emigration aus dem nationalsozialistischen Deutschland, Herausgegeben von Gerhard Hirschfeld, Veröffentlichungen des Deutschen Historischen Instituts London, Band 14 Klett-Cotta, Stuttgart 1983, ISBN 3-608-91142-1
- Die Geschichte Deutsch-Jüdischer Refugees in Schottland, Inaugural-Dissertation, Heidelberg 1979
- Problems of Settlement in Exile in Great Britain, Refugees from Hitler’s Germany, edited by Gerhard Hirschfeld, Leamington Spa, 1984, ISBN 0-907582-21-4 und ISBN 0-391-03121-X
- A Holocaust Memorial in Berlin? in Remembering for the Future, The Impact of the Holocaust on the Contemporary World, Theme II, Pergamon Press, Oxford 1988
- Die riesige Neugier und das hedonistische Bedürfnis nach großen Gefühlen in 60 Sechziger über die 60er Jahre und was aus ihnen wurde, Herausgegeben von Werner Pieper, Löhrbach, 2007, ISBN 978-3-925817-52-6